# Austin Reaves
Pour les articles homonymes, voir Reaves.
Austin Tyler Reaves, né le 29 mai 1998 à Newark dans l'Arkansas, est un joueur américano-allemand de basket-ball évoluant au poste d'arrière et mesurant 1,94 m.

## Biographie

### Université
De 2016 à 2018, il évolue pour les Shockers de Wichita State. De 2019 à 2021, il évolue pour les Sooners de l'Oklahoma.
Ayant terminé son cursus universitaire, il est automatiquement éligible à la draft NBA 2021 mais n'y est pas sélectionné.

### NBA

#### Lakers de Los Angeles (depuis 2021)
Le 3 août 2021, il signe un contrat two-way en faveur des Lakers de Los Angeles pour la saison à venir. Fin septembre 2021, son contrat est converti en contrat standard.
Agent libre restreint à l'été 2023, il prolonge avec les Lakers pour un contrat de 56 millions de dollars sur quatre ans.

### Sélection
En 2022, Reaves obtient un passeport allemand car une de ses grands-mères est allemande. Il est appelé cependant en sélection pour représenter les États-Unis et joue à la Coupe du monde 2023, où son équipe termine 4e. 

## Palmarès
- Vainqueur du NBA In-Season Tournament 2023.
- First-team All-Big 12 (2021)
- Big 12 All-Newcomer Team (2020)

## Statistiques

### Universitaires
Les statistiques d'Austin Reaves en matchs universitaires sont les suivantes :
| Saison    | Équipe        | Matchs   | Titul.   | Min./m   | % Tir    | % 3pts   | % LF     | Rbds/m.  | Pass/m.  | Int/m.   | Ctr/m.   | Pts/m.   |
| --------- | ------------- | -------- | -------- | -------- | -------- | -------- | -------- | -------- | -------- | -------- | -------- | -------- |
| 2016-2017 | Wichita State | 33       | 0        | 11,8     | 44,8     | 50,9     | 75,7     | 1,80     | 1,10     | 0,40     | 0,30     | 4,10     |
| 2017-2018 | Wichita State | 33       | 11       | 21,5     | 45,0     | 42,5     | 82,7     | 3,10     | 2,00     | 0,50     | 0,20     | 8,10     |
| 2018-2019 | Oklahoma      | Redshirt | Redshirt | Redshirt | Redshirt | Redshirt | Redshirt | Redshirt | Redshirt | Redshirt | Redshirt | Redshirt |
| 2019-2020 | Oklahoma      | 31       | 31       | 33,2     | 38,1     | 25,9     | 84,8     | 5,30     | 3,00     | 1,00     | 0,30     | 14,70    |
| 2020-2021 | Oklahoma      | 25       | 25       | 34,5     | 44,3     | 30,5     | 86,5     | 5,50     | 4,60     | 0,90     | 0,30     | 18,30    |
| Carrière  | Carrière      | 122      | 67       | 24,5     | 42,1     | 34,7     | 84,4     | 3,80     | 2,60     | 0,70     | 0,30     | 10,80    |

### Professionnelles

#### Saison régulière
| Saison    | Équipe      | Matchs | Titul. | Min./m | % Tir | % 3pts | % LF | Rbds/m. | Pass/m. | Int/m. | Ctr/m. | Pts/m. |
| --------- | ----------- | ------ | ------ | ------ | ----- | ------ | ---- | ------- | ------- | ------ | ------ | ------ |
| 2021-2022 | L.A. Lakers | 61     | 19     | 23,2   | 45,9  | 31,7   | 83,9 | 3,20    | 1,80    | 0,50   | 0,30   | 7,30   |
| 2022-2023 | L.A. Lakers | 64     | 22     | 28,8   | 52,9  | 39,8   | 86,4 | 3,00    | 3,40    | 0,50   | 0,30   | 13,00  |
| 2023-2024 | L.A. Lakers | 82     | 57     | 32,1   | 48,6  | 36,7   | 85,3 | 4,30    | 5,50    | 0,80   | 0,30   | 15,90  |
| 2024-2025 | L.A. Lakers | 73     | 73     | 34,9   | 46,0  | 37,7   | 87,7 | 4,50    | 5,80    | 1,10   | 0,30   | 20,20  |
| Carrière  | Carrière    | 280    | 170    | 30,1   | 48,1  | 37,0   | 86,3 | 3,80    | 4,30    | 0,70   | 0,30   | 14,50  |

#### Playoffs
| Saison | Équipe      | Matchs | Titul. | Min./m | % Tir | % 3pts | % LF | Rbds/m. | Pass/m. | Int/m. | Ctr/m. | Pts/m. |
| ------ | ----------- | ------ | ------ | ------ | ----- | ------ | ---- | ------- | ------- | ------ | ------ | ------ |
| 2023   | L.A. Lakers | 16     | 16     | 36,2   | 46,4  | 44,3   | 89,5 | 4,40    | 4,60    | 0,60   | 0,20   | 16,90  |
| 2024   | L.A. Lakers | 5      | 5      | 34,8   | 47,6  | 26,9   | 89,5 | 3,80    | 3,60    | 1,40   | 0,60   | 16,80  |
| 2025   | L.A. Lakers | 5      | 5      | 39,2   | 41,1  | 31,9   | 85,7 | 5,40    | 3,60    | 0,20   | 0,60   | 16,20  |
| Total  | Total       | 26     | 26     | 36,5   | 45,5  | 37,9   | 89,2 | 4,50    | 4,20    | 0,70   | 0,30   | 16,70  |

Mise à jour le 2 mai 2025

## Records sur une rencontre en NBA
Les records personnels d'Austin Reaves en NBA sont les suivants, :
| Type de statistique        | Saison régulière | Saison régulière      | Saison régulière | Playoffs | Playoffs               | Playoffs      |
| Type de statistique        | Record           | Adversaire            | Date             | Record   | Adversaire             | Date          |
| -------------------------- | ---------------- | --------------------- | ---------------- | -------- | ---------------------- | ------------- |
| Points                     | 45               | Pacers de l’Indiana   | 8 février 2025   | 23       | 5 fois                 | 5 fois        |
| Paniers marqués            | 14               | Pacers de l’Indiana   | 8 février 2025   | 8        | 3 fois                 | 3 fois        |
| Paniers tentés             | 26               | Pacers de l’Indiana   | 8 février 2025   | 17       | Nuggets de Denver      | 25 avril 2024 |
| Paniers à 3 points réussis | 7                | 2 fois                | 2 fois           | 5        | 2 fois                 | 2 fois        |
| Paniers à 3 points tentés  | 12               | @ Kings de Sacramento | 13 mars 2024     | 9        | 2 fois                 | 2 fois        |
| Lancers francs réussis     | 16               | Magic d'Orlando       | 19 mars 2023     | 7        | Grizzlies de Memphis   | 24 avril 2023 |
| Lancers francs tentés      | 18               | Magic d'Orlando       | 19 mars 2023     | 8        | 2 fois                 | 2 fois        |
| Rebonds offensifs          | 6                | @ Nuggets de Denver   | 10 avril 2022    | 4        | Grizzlies de Memphis   | 22 avril 2023 |
| Rebonds défensifs          | 12               | 2 fois                | 2 fois           | 6        | @ Grizzlies de Memphis | 26 avril 2023 |
| Rebonds totaux             | 16               | @ Nuggets de Denver   | 10 avril 2022    | 8        | @ Grizzlies de Memphis | 26 avril 2023 |
| Passes décisives           | 16               | Kings de Sacramento   | 28 décembre 2024 | 8        | 2 fois                 | 2 fois        |
| Interceptions              | 3                | 13 fois               | 13 fois          | 4        | Nuggets de Denver      | 25 avril 2024 |
| Contres                    | 3                | @ Raptors de Toronto  | 2 avril 2024     | 2        | 2 fois                 | 2 fois        |
| Balles perdues             | 6                | 3 fois                | 3 fois           | 4        | 2 fois                 | 2 fois        |
| Minutes jouées             | 48               | @ Bucks de Milwaukee  | 26 mars 2024     | 42       | @ Nuggets de Denver    | 16 mai 2023   |

- Double-double : 20
- Triple-double : 3

Dernière mise à jour : 14 mars 2025